# Peace B. Remixes
Peace B. Remixes – album remiksowy BoA wydany przez Avex Trax 7 sierpnia 2002 roku w Japonii. Osiągnął 18 pozycję w rankingu Oricon Album Chart i pozostał na liście przez 7 tygodni.

## Lista utworów
| Nr  | Tytuł                                                                                      | Czas |
| --- | ------------------------------------------------------------------------------------------ | ---- |
| 1.  | „Listen to My Heart” (AKIRA’S UN MOMENT REMIX)                                             | 3:32 |
| 2.  | „Amazing Kiss” (Thunderpuss Japanese Club Mix)                                             | 3:29 |
| 3.  | „Every Heart -Minna no kimochi-” (jap. Every Heart-ミンナノキモチ-) (Groove That Soul Mix) | 5:34 |
| 4.  | „POWER” (MASTERS OF FUNK Remix)                                                            | 4:24 |
| 5.  | „ID;PEACE B” (Shinichi Osawa Remix)                                                        | 4:29 |
| 6.  | „Share your heart(with me)” (Dub’s Lovers Rock Remix)                                      | 5:52 |
| 7.  | „Don’t start now” (Two Main Guys Mix)                                                      | 4:13 |
| 8.  | „Kimochi wa tsutawaru” (jap. 気持ちはつたわる) (L12 Remix)                                 | 3:51 |
| 9.  | „Amazing Kiss” (Tiny Voice,Production Remix)                                               | 4:44 |
| 10. | „Listen to My Heart” (Hex Hector Japanese Club Mix)                                        | 7:42 |